# Panorama (programa de televisión de Colombia)
Panorama fue un programa de la televisión colombiana de tipo informativo y de farándula.

## Historia

### A cargo de JES
Panorama fue emitido por primera vez desde 1985 a 2000 en el horario de las 18:00 del jueves en la Cadena Uno, dirigido por Julio Sánchez Cristo a petición de su padre Julio Sánchez Vanegas tras la promulgación de una ley que regula los contenidos no nacionales de la televisión pública. En 1986 el programa incrementó sus índices de sintonía gracias a la habilidad de uno de sus presentadores Otto Greiffestein compartiendo el set con presentadoras (que con el tiempo incursionarían por su cuenta en la actuación y en el periodismo) y así mismo por su formato light de notas ágiles y periodismo investigativo posteriormente. Para 1990, Jaime Sánchez Cristo asume la presentación hasta su finalización y en ese periodo el programa cambio para el Canal A los lunes a las 22:30 con cambios más de periodismo investigativo.
Una segunda temporada se emitió en 2002 hasta el año 2005, presentado por Sánchez Vanegas los jueves a las 23:00 horas, regresando al renombrado Canal Uno. En ambos periodos fueron producidos por Producciones JES.
Otros copresentadores fueron Jaime Garzón, Alberto Casas Santamaría, Jaime Sánchez Cristo, William Calderon y Antonio José Caballero.

### A Cargo de CM& TV
En 2014, tras los cambios de programación y de orden financiero tanto en el Canal Uno como de las programadoras sobrevivientes, la nueva versión de Panorama se ocupó de temas internacionales y de farándula. Su conducción estuvo a cargo de Gerardo Sánchez Cristo y la producción de CM& TV de lunes a viernes de 20:00 a 20:30 horas, además de cambios de horarios de 19:50 a 20:20 horas en el año 2015 y para el año 2016 regresó al horario habitual de 20:00 a 20:30 horas de lunes a jueves, hasta la última emisión, luego de 3 años en el aire, su último programa fue el 10 de agosto de 2017,  debido a la nueva programación del canal 1, a cargo de Plural Comunicaciones que inició el lunes 14 de agosto de 2017.

## Copresentadoras de Panorama

### 1985 a 2000
- María Angélica Mallarino, Ana María Trujillo, Paula Jaramillo, Ángela María Gómez, Adriana Arboleda, María José Barraza, Marcela Gardeazábal, Xiomara Xibille, Martha Lucía Pereiro, Andrea Arciniegas, Maritza Rodríguez, Lina Botero, Sofía Vergara, Angie Cepeda, Sandra Muñoz, Pilar Schmitt, Lucero Cortés, Paula Morales, Johanna Esguerra, Maritza Rubio, Ángela Núñez, Carolina Gómez, Paula Andrea Betancourt, Silvia Fernanda Ortiz, Claudia Rey, Lina Mantilla, Kathy Sáenz, Diana Escobar, Luz María Zapata, Isabella Santodomingo, Inés María Zabaraín, María Fernanda Valencia, Ximena Godoy, Juanita Acosta, María Lucía Fernández, María Andrea Vernaza y Geraldine Zivic, Paola Díaz, Carolina Vélez y Lina María Chedraui.

### 2002 a 2005
- Ana María Monroy y Camila Chávez

### 2014 a 2017
- Paloma Miranda, Maythe González, Lorena Villarraga López, Juliana Duque, Manuela Cardona Rojas, María Clara Rodríguez, Silvana Altahona, Pablo Escola, Marcela Alarcón, Andrés Caparrós y Ezequiel López Peralta.

## Tema musical
En todas las emisiones de Panorama, el tema musical es Julia, canción instrumentalizado de Willie Colón procedente del álbum Solo de 1979 en dedicatoria a su esposa Julia Craig.